# شبراخیت
شبراخیت نام شهر و شهرستانی در استان بحیره مصر است.